# Psilocerea
Psilocerea là một chi bướm đêm thuộc họ Geometridae.